# Mitsuhiro Toda
Mitsuhiro Toda (jap. 戸田 光洋 Toda Mitsuhiro; ur. 10 września 1977) – japoński piłkarz występujący na pozycji napastnika.

## Kariera klubowa
Od 2000 do 2008 roku występował w klubach FC Tokyo i Shimizu S-Pulse.